# H.P. Lovecraft
Howard Phillips Lovecraft (født 20. august 1890 i Angell Street nr. 454  i Providence, Rhode Island, død 15. marts 1937) var en amerikansk gyser-forfatter og kritiker. Lovecraft opfandt den sidenhen så berømte "Cthulhu"-kunstmytologi. Selvom han var forholdsvist ukendt i sin samtid, har Lovecrafts historier, som typisk blev udgivet i magasiner for triviallitteratur, vundet stor udbredelse og anerkendelse efter hans død, og han anses for en af det 20. århundrede mest indflydelsesrige forfattere indenfor gyser-genren.

## Opvækst og ungdom
Lovecraft kom fra en ærværdig New England-familie. Hans mor, Sarah Susan Phillips Lovecraft, nedstammede fra George Phillips, der ankom Massachusetts i 1630. Lovecrafts far var handelsrejsende, og fik et sammenbrud på sit hotelværelse i Chicago, da sønnen var tre år. Hans far tilbragte de næste fem år på sygehus frem til sin død i juli 1898. Så vidt man ved, led han af lammelser som følge af syfilis. Lovecraft voksede op hos sin morfar, den velstående Whipple Van Buren Phillips, som imidlertid døde i 1904, hvorefter hans arv blev så slet ivaretaget, at de efterladte nærmest blev ruineret. Lovecraft og hans mor så sig nødt til at flytte fra det rummelige hus til en lejlighed i Angell Street 598. Lovecraft var knust over tabet af sit barndomshjem og skal have vurderet at tage sit liv. Han var en begavet dreng, der kunne læse som treårig, og gav sig i kast med Tusind og én nat som femårig. Det var på den tid, han kaldte sig Abdul Alhazred, som senere i hans mytiske verden blev forfatteren til Necronomicon. Året efter kom hans arabiske interesser helt i skyggen af græsk mytologi, som han havde opdaget i form af børneudgaver af Iliaden og Odysseen. Det ældste af hans bevarede arbejder er Digtet om Odysseus fra 1897. Han benyttede sig jævnligt af Providences bibliotek, hvor Sarah Whitman i sin tid vragede Poe.
I 1908, i attenårsalderen, gennemlevede Lovecraft, hvad der blev kaldt "et nervøst sammenbrud", som efterlod ham med en letargi (kraftløshed), der varede i ti år. Han isolerede sig hjemme, talte kun med sin mor, og holdt sig til sengs til det var aften, hvor han vandrede rundt i slåbrok. I maj 1918 skrev han i et brev: "Jeg er kun halvvejs i live – en stor del af mine kræfter går med til at sidde oprejst eller gå omkring." I et brev to år senere mindes han "paradiset" i sin opvækst, dukketeatret han satte op, og den lille have, han anlagde med et solur i midten, og skriver: "At være voksen er et helvede. – Adulthood is hell." 
Han var ganske fremmelig med en udmærket æstetisk sans. Han var i det store og hele selvlært, da et skrøbeligt helbred (både fysisk og mentalt) afholdt ham fra en normal skolegang. Han fik de fleste af sine idéer fra drømme. Han blev tidligt ateistisk materialist – inspireret af antikkens filosoffer, som han beundrede højt; men antog desuden på et noget mere overfladisk plan mange af sin samtids tanker – såsom "racehukommelse". Dette gør meget af hans litteraturkritik mindre relevant i dag, omend hans personlige vurderinger stadig er af stor værdi. Specielt bemærkelsesværdig er hans opgør med den victorianske sentimentalisme – Lovecraft skrev, at af alle århundreder var det 18. (en "nobelt elegant periode") og det 20. (et "videnskabens århundrede") de bedste. Det 19. århundrede var ifølge ham "en barbarisk tid".

## Karriere
Lovecraft brød ud fra sin isolation i 1913 ved udgivelsen af et læserbrev, hvori han hånede en vis Fred Jacksons romantiske historier for deres overfladiskhed. Debatten, der fra Lovecrafts side blev ført i episk digtform, inspireret af Dryden og Pope, gjorde ham bemærket i lokale litterære kredse. Han endte med at få sin egen fanskare med blandt andet Conans skaber, Robert E. Howard. Lovecrafts tidlige stil lignede meget samtidens gyserforfatteres, men efter at hans jødiske kone, modisten Sonia Haft Greene, forlod ham i den moderne storby New York, tog hans forfatterskab en forbavsende drejning. Han udviklede en ny kosmologi, primært baseret på klassiske og teosofiske kilder, dog uden sidstnævntes "kedelige optimisme", som han sagde. Denne nye kunstmytologi tillod ham at udtrykke komplekse filosofiske begreber på et populærkulturelt plan. Dets kosmiske perspektiv har inspireret mange gyserforfattere.
Genremæssigt kaldte Lovecraft sin egen stil for weird fiction, men bortset fra horrorelementet, som altid var tilstede, skrev han også nærmest rendyrkede science fiction-noveller som Venus-historien In the Walls of Eryx og At the Mountains of Madness.
Hans mest kendte gyserhistorie er The Call of Cthulhu. Den har igennem sin mytologi omkring The Old Ones og andre væsener skabt en hel genre, der efter Lovecrafts død stadig er levende i kraft af nyere forfatteres bidrag. Som hans store værker regnes:
- The Call of Cthulhu (1926)
- The Colour Out of Space (1927)
- The Dunwich Horror (1928)
- The Whisperer in Darkness (1930)
- At the Mountains of Madness (1931)
- The Dreams in the Witch House (1932)
- The Shadow Over Innsmouth (1932)
- The Shadow Out of Time (1934)

Han efterlod sig også en udstrakt korrespondance – nærmere et hundrede tusinde breve, hvoraf en del var på tredive til fyrre sider. 
Finansielt var det en balancegang at leve af den lille formue, han arvede, og de beskedne indtægter fra hans korrekturlæsning. For venner gjorde han arbejdet nærmest gratis. Det er påfaldende, at ved hans død var det på det nærmeste slut på hans arv – næsten som om han havde levet den tid, der var ham tilmålt af den beskedne arv og hans egen sparsommelighed. Som gentleman følte han sig forpligtet til at hæve sig over pengespørgsmål. Derfor fik han sig heller ikke til at indkræve ubetalte regninger, eller forlange betaling af venner. Hans breve afspejler, hvor stærkt hans beskedne økonomi hele tiden begrænsede hans liv og muligheder. 
I 1926 havde tryllekunstneren Houdini anmodet Lovecraft om at ghostwrite en gennemgang af overtro gennem tiderne. Begge anså overtro som rester af en fælles "forhistorisk uvidenhed" hos mennesker. Men så døde Houdini, og manuskriptet blev først genfundet i 2016.

## Stil
Det er ofte blevet bemærket, at Lovecrafts personer, særlig dem i de "store tekster", knapt kan skelnes fra hinanden, og er baseret på Lovecraft selv. Typisk er de studenter eller professorer ved et universitet i New England (helst Miskatonic University), tilbageholdne og diskrete af natur – og mere får vi sjældent at vide om dem. Hans personers hovedopgave er "at fornemme".  I sin korrespondance med andre skribenter fraråder Lovecraft stadigt, at man tyr til udtryk som "afskyeligt" eller "unævneligt" – ret overraskende, når man ser, hvor hyppigt han selv benytter dem. I et brev til Frank Belknap Long fortæller han, at han aldrig sætter sig ned i den bestemte hensigt at skrive en historie: "De eneste historier jeg skriver, er dem, hvor centrale idéer, billeder og stemninger dukker spontant op."  To emner beskæftiger han sig overhovedet ikke med: Penge og sex. Ingen af delene hører til i hans univers, hvor kvindelige personer kun dukker op ved to anledninger.  På forespørgsler fra yngre brevvenner, om erotiske beskrivelser ikke var af litterær interesse, forklarede han, at han som otteårig havde studeret kønslivet ved at læse sin onkels medicinske lærebøger, "hvorefter det naturligvis var umuligt at føle nogen nysgerrighed". Hele emnet var "uden interesse for en, hvis smag ledte ham til feernes haver og gyldne byer, strålende i eksotiske solnedgange". 
Verden for ham havde en iboende ondskab, og den overbevisning lå til grund for hans beundring for puritanerne, fordi de "hadede livet og hånede den plathed, at det var værdt at leve".  Lovecrafts syn på verden afspejles i hans værker, som fx historien Faraonernes fange, der stod på tryk i Weird Tales i maj 1924: "Bort fra byen i retning af det nye museums romerske kuppel og videre på den anden side af den gådefulde Nil, som er æoners og dynastiers moder – strakte den libyske ørkens truende sandmasser sig mod horisonten i et bølgende, flimrende farvehav, fyldt med en ondskab, hvis rødder rækker længere tilbage end oldtiden selv…"  Men selv om Lovecraft afskyede verden, var han afholdt af sine venner. August Derleth viede resten af sit liv til at samle, redigere og udgive Lovecrafts værker, og det er hovedsageligt takket være hans indsats, at Lovecraft fik sit navn.  Desuden viede Derleth og en række andre skribenter, som Robert Bloch, Lin Carter og Frank Belknap Long, dele af sin forfattervirksomhed til at videreudvikle og uddybe myterne skabt af Lovecraft,  som om de var flyttet ind i hans verden.

## Ægteskab
I 1920 var amateur journalism-bevægelsen meget aktiv i USA, og bragte mange isolerede skribenter i kontakt med hinanden. Deltagelse deri var Lovecrafts eneste sociale aktivitet, og da han var 31, førte den til at han mødte den 38-årige Sonia Haft Greene, der var skilt med en sekstenårig datter som hun forsørgede ved sit job som ekspeditrice i en forretning i New York. Det var Sonia, der måtte tage hele initiativet overfor Lovecraft, der rødmede og blegnede, da hun kyssede ham i en lille by ved navn Magnolia i Rhode Island. Det var i 1922, og han var ikke blevet kysset, siden han var lille. 3. marts 1924 giftede de sig, og han flyttede ind i hendes lejlighed i Brooklyn. Den konservative antisemit Lovecraft giftede sig altså med en skilt jødinde, og skrev betaget om New Yorks skønhed ved nat. Hans breve var holdt i en optimistisk tone, og nu hvor han var flyttet fra provinsen, kunne hans brevvenner også besøge ham. Lovecraft'ernes lejlighed blev et samlingspunkt, og brevvennerne var overraskede over, at den ældre mand, de mente at kende gennem brevene, viste sig at være en yngre, udadvendt mand på 34.

## Sidste år
Lovecrafts liv kunne være blevet ganske anderledes lykkeligt, hvis han havde fået et arbejde, ægteparret kunne leve af. I stedet mistede Sonia sit arbejde. Hun forsøgte at åbne sin egen forretning, men mislykkedes. Lovecraft på sin side søgte hundredvis af job uden at lykkes, og solgte af sine møbler. Nytårsaften 1924 flyttede Sonia til sit nye arbejde i Cincinnati. Lovecraft kunne ikke tænke sig at bo der, og blev i New York. Sonia blev igen arbejdsløs, men fik så arbejde i Cleveland. Hver 14. dag kom hun til New York med penge, Lovecraft kunne leve af. Han fandt situationen så pinlig, at han i april 1926 gav op og fortvivlet flyttede tilbage til en ældre tante i Providence, Lillian Clark, som han kunne bo hos. Tre år senere blev han skilt fra Sonia. 
Mod slutningen af sit liv gav han udtryk for, at det gjorde ham ondt at have levet i så megen ensomhed, men han forsonede sig med, at sådan var livet blevet for ham. Han tog det med fatning, da han blev ramt af tyktarmskræft. 10. marts 1937 blev han indlagt på Jane Brown Memorial Hospital. Han tog også de intense smerter med en fatning, der imponerede sygeplejerskerne. Morfin blev brugt som lindring. 

## Andre interesser
Lovecraft var interesseret i historie, især kolonitidens historie i Nordamerika. Han var desuden amatør-naturvidenskabsmand: Siden barndommen havde han interesseret sig for alt fra astronomi til kemi. Han skrev mange mindre afhandlinger om sine forsøg og observationer.
Lovecraft deltog yderst aktivt i den bevægelse, som blev betegnet amateur journalism. Den drejede sig ikke om nyheder, men om amatørtidsskrifter, der især beskrev lokale litterære produktioner. Overalt i USA skabtes tidsskrifter med gensidige anmeldelser af hinandens litterære frembringelser. Lovecraft udgav tidsskriftet The Conservative. Hele bevægelsen samledes i organisationerne United Amateur Press Association (UAPA) og National Amateur Press Association (NAPA).
Lovecraft var formand for begges officielle tidsskrift og United Amateurs hovedredaktør. Igennem dem fik Lovecraft mange bekendtskaber – endda venner, samt sin kone Sonia – som han mødte på sine rejser rundt i det østlige USA.
Rejserne, som blev foretaget for få midler, var også en følge af hans interesse for historie. Lovecraft var især interesseret i den periode, hvor USA var en del af det Britiske Imperium – særligt 1700-tallet. Han rejste for at opsøge bygninger fra perioden, og beskrev dem i sine talrige (bevarede) breve til vennerne. Han håbede at komme til England, men nåede pga. sin ringe økonomi kun til Canada og Florida.  Det nærmeste, han kom Skandinavien, er nok det han skrev i Call of Cthulhu, hvor protagonisten rejser til Oslo for at opspore sømanden Gustaf Johansen: "Sailing for London, I reembarked at once for the Norwegian capital; and one autumn day landed at the trim wharves in the shadow of Egeberg. Johansen's address, I discovered, lay in the Old Town of King Harold Haardrada, which kept alive the name of Oslo during all the centuries that the greater city masqueraded as "Christiania"."

## Racisme
Lovecrafts baggrund gjorde ham tilbageholdende overfor fremmede folkeslag og andre racer, som han i øvrigt så meget lidt til i sit hjem i provinsen. Året 1925 kom imidlertid til at mærke ham for altid. Det var året, da han gik omkring i New York på fortvivlet og forgæves jagt efter et levebrød, så han kunne få sin lykkelige tilværelse med Sonia tilbage. Jo længere Lovecraft boede i New York, jo dybere blev hans afsky for de fremmede, og han skrev til Frank Belknap Long: "I hope the end will be warfare...", og i et andet brev tager han til orde for anvendelse af cyanidgas.  Til Belknap Long skrev han også om et besøg i indvandrerbydelen Lower East Side i New York: "Disse organiske ting – italiensk-semitisk-mongoloide – som bebor denne frygtelige kloak, kan ikke ved noget misbrug af fantasien kaldes menneskelige. De var vanskabte, tågede skitser af noget abeagtigt og amøbelignende; uklart dannet af noget stinkende, klæbrigt slim fra jordens forrådnelse, der gled og sivede i og på de beskidte gader, eller ind og ud af vinduer og døråbninger på en måde, der mindede om maddiker eller undersøiske unævneligheder. De – eller den degenererede, geléagtige gæringsproces, de var dannet af – så ud til at sive og dryppe gennem de gabende sprækker i de frygtelige huse...og jeg tænkte på en eller anden avenue i kyklopiske, usunde beholdere, fyldt til bristepunktet med forrådnelse fra koldbrand, og i færd med at briste og oversvømme verden med en spedalsk kataklysme af sejtflydende råddenskab. Fra det mareridt af pervers besmittelse har jeg ingen erindring om noget levende ansigt. Det individuelt groteske gik tabt i det kollektivt ødelæggende, der efterlod synsindtrykket kun af den morbide støbeform af opløsning og forrådnelse...en gul, grinende maske hvor der siver sure, klæbrige, syreholdige væsker fra øjne, ører, næse og mund, og en abnorm boblen fra uhyrlige, utrolige sår overalt..." 
I sit digt fra 1912, On the Creation of Niggers, skildrer han hvordan guderne, efter at have skabt mennesker og dyr, skaber afrikanerne i halvmenneskelig form for at befolke det mellemliggende område. Når det gjaldt hvides undertrykkelse af den farvede befolkning i sydstaterne, undskyldte han lynchning og andre overgreb med, at de var nødt til at beskytte sig, fordi retsvæsenet ikke gjorde det. Om Hitler skrev han efter magtovertagelsen i 1933, at Hitlers vision "er romantisk og umoden. Jeg ved, at han er en klovn, men gu' ka' jeg li' fyren!"